# Shigemitsu Mamoru

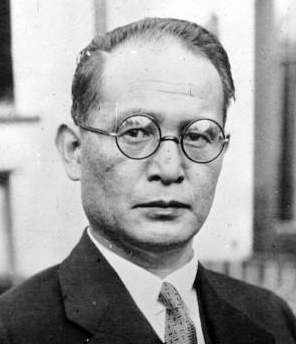
Mamoru Shigemitsu (1936)

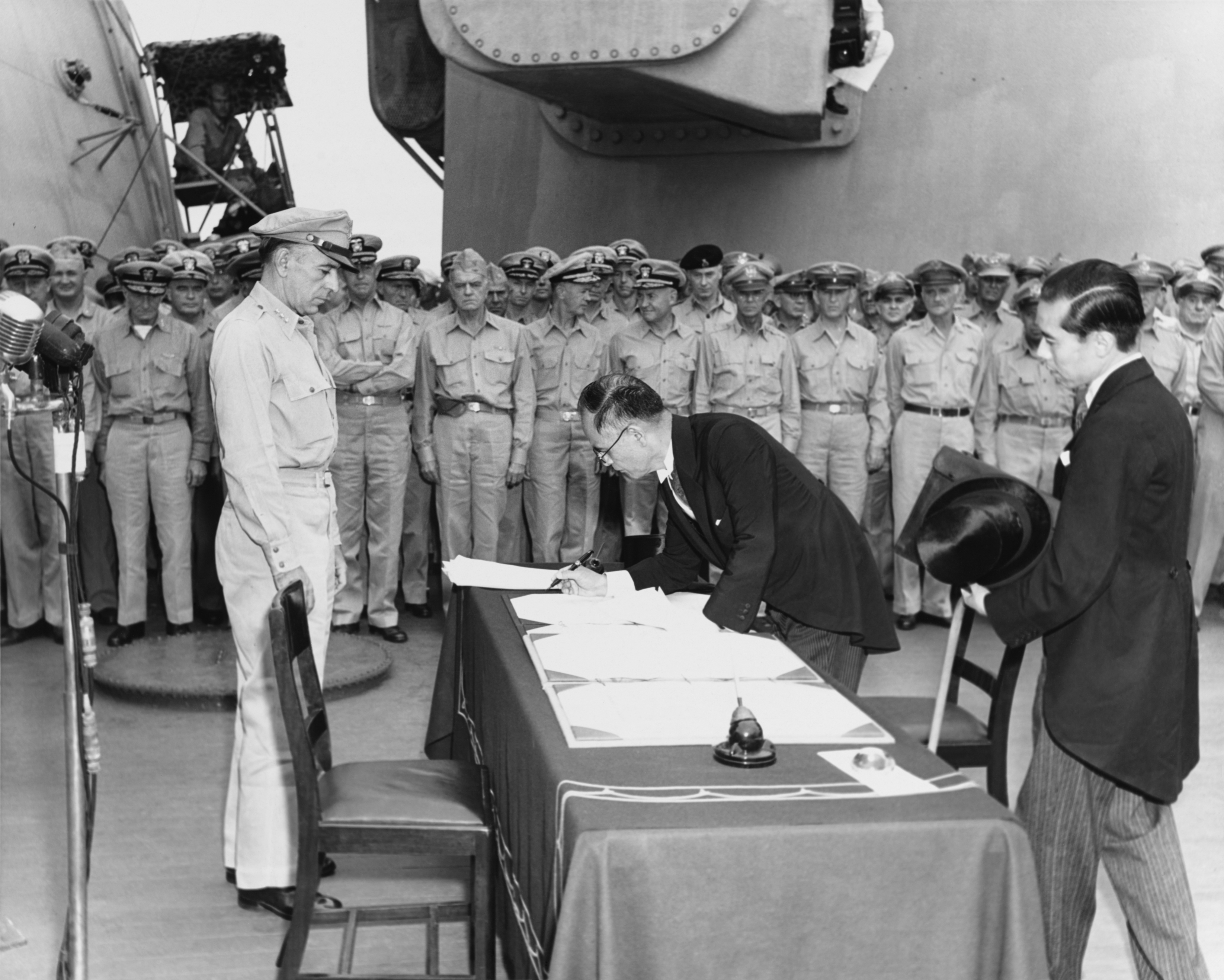
Shigemitsu unterzeichnet die Kapitulation Japans im Zweiten Weltkrieg

Shigemitsu Mamoru (japanisch 重光 葵; geboren 29. Juli 1887 in der Präfektur Ōita; gestorben 27. Juni 1957 in Yugawara) war im Zweiten Weltkrieg Außenminister Japans.

## Leben und Wirken
Shigemitsu Mamoru machte 1911 seinen Abschluss an der Universität Tokio und trat in das Finanzministerium ein. Er arbeitete in Tokio und dann als Diplomat in verschiedenen Ländern, bevor er von 1930 bis 1932 Botschafter in China wurde. Er verlor durch das Attentat von Yun Bong-gil am 29. April 1932, am Geburtstag des Kaisers, sein rechtes Bein.
Als stellvertretender Außenminister von 1933 bis 1936 erregte er den Unwillen des Militärs.  – Von 1936 bis 1938 war er Botschafter in der Sowjetunion, anschließend bis 1941  Botschafter in Großbritannien und 1942 Botschafter während des Wang-Jingwei-Regimes wieder in China.
Shigemitsu war von 1943 bis 1945 Außenminister im Kabinett Tōjō, Kabinett Koiso, Kabinett Suzuki und im Kabinett Higashikuni. Er unterzeichnete zusammen mit Yoshijiro Umezu am 2. September 1945 an Bord des Schlachtschiffs Missouri die bedingungslose Kapitulation Japans. Im Rahmen der Tokioter Prozesse wurde er als Kriegsverbrecher zu sieben Jahren Haft verurteilt, aber bereits 1950 begnadigt.
1952 wurde Shigemitsu Präsident der neu gegründeten Partei  „Nihon Kaishintō“ (日本改進党), die 1954 sich mit der Nihon Jiyūtō (日本自由党) zusammenschloss zur „Nihon Minshutō“ (日本民主党), also zur „Liberaldemokratischen Partei Japans“. Als diese 1954 an die Macht kam, wurde Shigemitsu 1956 wieder Außenminister Japans. Er arbeitete daran, die Russisch-Japanischen Beziehungen zu verbessern und die Aufnahme in die UN zu erreichen.
Shigemitsus „Überlegungen zur Diplomatie“ (外交回想禄, Gaikō kaisō roku) erschienen 1953.